# Giuliano Bernardi
Giuliano Bernardi (Ravenna, 21 dicembre 1939 – Ravenna, 4 giugno 1977) è stato un tenore italiano.

## Biografia
Bernardi è diplomato in canto nel  Conservatorio Statale di Musica “G. Rossini" a Pesaro, perfezionando successivamente lo studio del canto con l'ex baritono Antonio Gelli. Ha fatto il suo debutto come baritono nel mese di ottobre 1968 a Mantova nel ruolo di Rigoletto nella opera omonima Rigoletto di Verdi dopo aver vinto il concorso internazionale As.Li.Co (Associazione Lirica e Concertistica). Ha quindi cantato nei maggiori teatri italiani riscuotendo sempre un grande successo e vincendo nel contempo altri concorsi internazionali, tra cui il Concorso Achille Peri, nel 1971; il Concorso Internazionale Voci Verdiane (indetto dalla Rai), con il soprano Katia Ricciarelli, sempre nel 1971; e il Concorso Internazionale per Cantanti "Toti Dal Monte", con il soprano Ghena Dimitrova, nel 1972. Luciano Pavarotti lo sentì e riconobbe in lui una grande voce da tenore drammatico.
Deciso a cambiare tessitura di voce ha studiato con il Maestro Arrigo Pola e il Maestro Ettore Campogalliani, debuttando come tenore nel 1975 al Maggio Musicale Fiorentino, nel ruolo di Macolm nell'opera di Verdi Macbeth. In 1976 ha registrato Macbeth negli studi a Londra con José Carreras, Sherrill Milnes e Ruggero Raimondi, sempre nel ruolo di Malcolm. Quindi ha cantato in alcuni teatri italiani ed esteri in opere quali Il trovatore e La traviata, ambedue di Verdi. Nel dicembre del 1976 ha dato concerti a Chicago e Pittsburgh con Pavarotti. Stava preparando il ruolo esigente di Otello nella opera omonima di Verdi, Otello, che avrebbe dovuto affrontare nel 1977 e 1978 in alcuni tra i più importanti teatri, quando un fatale incidente stradale ha interrotto a 37 anni una carriera che appariva luminosa.

## Repertorio
Baritono
- Giuseppe Verdi: Rigoletto
- Giuseppe Verdi: Un ballo in maschera
- Giuseppe Verdi: La traviata
- Giacomo Puccini: La bohème
- Ruggero Leoncavallo: Pagliacci

Tenore
- Giuseppe Verdi: Il trovatore
- Giuseppe Verdi: Macbeth
- Giuseppe Verdi: La traviata